# 이얍! 스페이스 정글
《이얍! 스페이스 정글》은 코안 스튜디오와 EBS가 만든 대한민국의 애니메이션이다. 2014년 9월 5일부터 11월 28일까지 1기, 2016년 3월 4일부터 8월 26일까지 2기로 방영되었다.

## 등장인물
- 카오 (오렌지 오웬과 친구들의 까메오, 시나모롤의 라이벌)
- 루 (톰과 제리의 까메오)
- 오키
- 모